# Bremisches Urkundenbuch
Das Bremische Urkundenbuch in Bremen ist ein historisches Werk aus dem 19. und 20. Jahrhundert als Sammlung von Urkunden bis 1447.

## Geschichte
Es gab im Land Bremen im 18. Jahrhundert Urkundensammlungen wie die von J. Vogt und dem Historiker Johann Philipp Cassel (1707–1783). Die Schriftensammlung von Cassel ging nach seinem Tod an die Bremer Stadtbibliothek und befindet sich heute in der Staats- und Universitätsbibliothek Bremen.

Die vorhandenen Sammlungen entsprachen im 19. Jh. nicht mehr den wissenschaftlichen Ansprüchen. Deshalb beauftragte der Bremer Senat den Historiker Diedrich Ehmck (1836–1908) alte Urkunden zu sichten und ein Bremisches Urkundenbuch herauszugeben. 1860 bewilligte der Senat dazu die Mittel. Die ersten drei Lieferungen für die Zeit bis 1257 erschienen von 1862 bis 1865. 1863 wurde Ehmck zum Senatssekretär ernannt und zusätzlich mit anderen Aufgaben betraut.
Nun wurde 1870 der Historiker Wilhelm von Bippen (1844–1923) mit der weiteren Bearbeitung beauftragt und 1875 zum Stadtarchivar ernannt. Er stellte bis 1873 Band 1 des Bremischen Urkundenbuches fertig (Verlag C. Ed. Müller Bremen) und bis 1886 die Bände 2 bis 4.

1902 folgte schließlich der Band 5 der bis 1433 führte.
Der 1936 pensionierte Direktor des Bremer Staatsarchives Hermann Entholt (1870–1957) schrieb bis 1943 die Fortsetzungen des Werkes und der 6. Band (Arthur-Geist-Verlag, Bremen) mit einer Fülle von Urkunden bis 1441 konnte herausgegeben werden. Die Arbeiten stagnierten.
Andreas Röpke und Adolf E. Hofmeister erarbeiteten den 7. Band (1442–1447), der 1993 erschien (Wenner-Verlag, Osnabrück).
Ein 8. Band war lediglich geplant. Im Rahmen einer digitalen Erfassung von Dokumenten fand eine Erweiterung des Bremer Urkundenbuches nicht statt.
Verfügbar sind die Werke
- im Lesesaal des Staatsarchivs Bremen und
- in der digitalen Sammlung der Staats- und Universitätsbibliothek Bremen.

## Geschichtsquellen
- Siehe Literatur zur Geschichte Bremens
- Staatsarchiv Bremen und Historische Gesellschaft Bremen: Bremisches Jahrbuch. Band 1 von 1863 bis heute. Die Jahrbücher wurden 2010/11 digitalisiert
- Johann Martin Lappenberg: Geschichtsquellen des Erzstifts und der Stadt Bremen, Bremen 1841. Neudr. der Ausg.: Scientia-Verlag, Aalen 1967.